# سیارک ۳۵۱۷
سیارک ۳۵۱۷ (به انگلیسی: 3517 Tatianicheva، نامگذاری:1976SE1) سه هزار و پانصد و هفدهمین سیارک کشف شده‌است که در ۲۴ سپتامبر ۱۹۷۶ کشف شد.
قدر مطلق سیارک برابر ۱۴٫۰۰ است.